# Serra da Rocinha
A serra da Rocinha é uma escarpa da serra Geral, entre o Rio Grande do Sul e Santa Catarina, Brasil, e dá acesso aos Campos de Cima da Serra no Rio Grande do Sul, ligando essa região serrana com o litoral sul catarinense.
A serra da Rocinha fica na divisa de estado entre Rio Grande do Sul e Santa Catarina, onde no lado gaúcho fica a cidade de São José dos Ausentes, e no lado catarinense a cidade de Timbé do Sul. A serra é cortada pela Rodovia BR-285, que liga o extremo sul de Santa Catarina com a divisa com a Argentina, na cidade gaúcha de São Borja. Possui uma altitude de 1230 metros acima do nível do mar.